# Microgale fotsifotsy
Espèce
Répartition géographique
Statut de conservation UICN

 LC  : Préoccupation mineure
Microgale fotsifotsy, aussi appelée Musaraigne à visage pâle est une espèce de petit mammifère insectivore de la famille des Tenrecidae. Cette musaraigne est endémique de Madagascar.
L'espèce a été décrite pour la première fois en 1997 par Paulina D. Jenkins.